# Aspres
Pour les articles homonymes, voir Aspres-lès-Corps, Aspres-sur-Buech et Les Aspres.
Les Aspres sont une petite région naturelle du département français des Pyrénées-Orientales. La ville principale en est Thuir (Tuïr en catalan). Ce terme catalan aspres ("âpres") signifie « terres arides » par opposition à celui de Ribéral, qui signifie « terres fertiles » et qui désigne la petite région immédiatement au nord, autour de la basse vallée de la Têt.

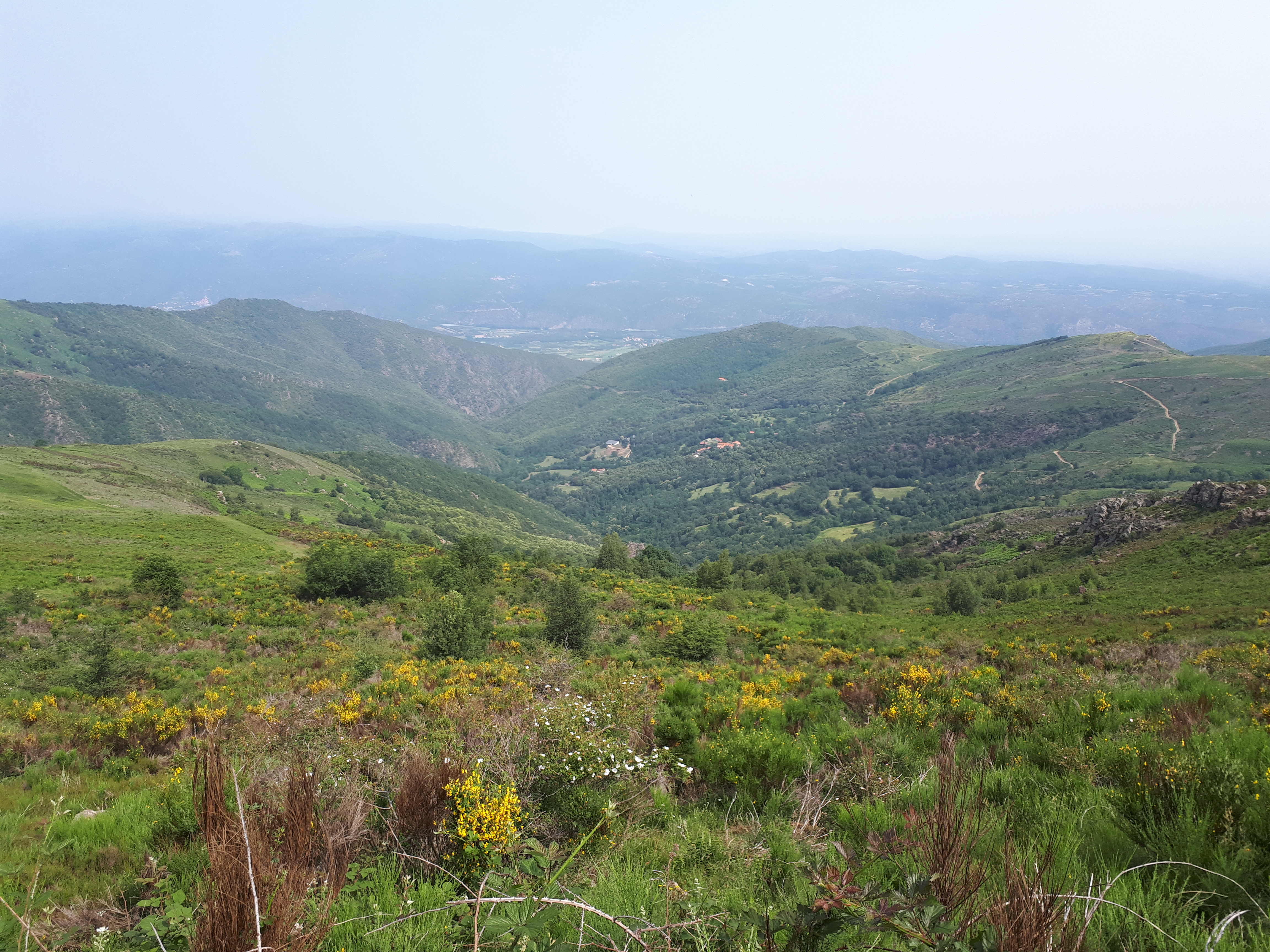
Vue des Aspres vers le nord en direction du village de Glorianes. À l'arrière-plan, la vallée de la Têt (ici dans les environs de Vinça), qui s'étend de gauche à droite.

Elles constituent les contreforts orientaux du massif du Canigou, de la chaîne des Pyrénées, et sont situées entre la plaine du Roussillon, la région naturelle du Vallespir (vallée du Tech) et celle du Conflent (vallée de la Têt). Les Aspres appartiennent au territoire plus vaste de la région du Roussillon.

## Toponymie

### Formes du nom
Le nom apparaît dans un document de 1020 pour désigner le vicomte de Vallespir Guillaume Ier de Castelnou, que l'on qualifie alors de vicomte des Aspres (vicecomite Asprensis). On en déduit que les termes de Vallespir et Aspres étaient jusqu'au XIe siècle synonymes et désignaient une même entité territoriale. Plus tard divisée en deux, chaque terme désigne une partie différente.

### Étymologie
Le nom Aspres provient de l'adjectif  latin asper-aspera signifiant âpre. Celui-ci a donné la forme aspra (devenu aspre en catalan), nom désignant une terre rocailleuse, en hauteur, sèche, stérile et difficile à cultiver, cela signifie donc les « terres arides » par opposition au Ribéral, les « terres fertiles ». Mis au pluriel, il a fini par désigner l'actuel territoire des Aspres.

## Géographie
Comme elles sont situées à l'extrême-est de la chaîne des Pyrénées, l'altitude des Aspres varie entre environ 100 mètres et 1 200 mètres.

La communauté de communes des Aspres.
Canton des Aspres.
Les Aspres (en brun foncé) selon El Nomenclàtor toponímic de la Catalunya del Nord (ca).

### Circulation

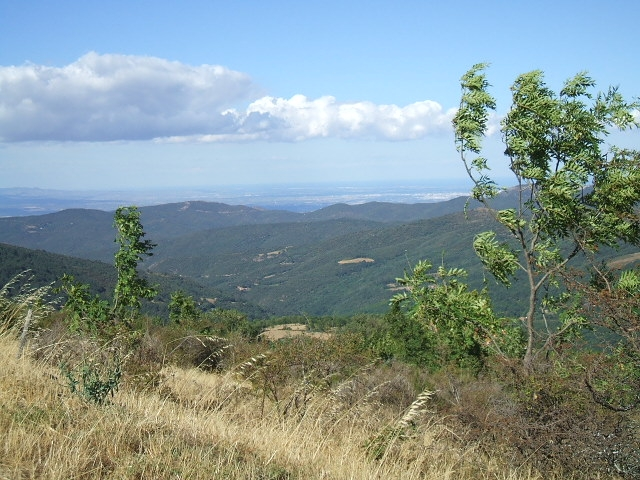
Les Aspres du côté de Montbolo

La circulation dans le massif peut être pénible et longue, notamment à l'ouest de Thuir : les routes sont pour la plupart étroites et très sinueuses, ce qui rend tout dépassement quasiment impossible. À titre d'exemple, il faut un peu plus d'une heure pour faire le trajet entre Bouleternère et Amélie-les-Bains-Palalda (soit environ 40 kilomètres). Certains trajets peuvent être faits en utilisant le bus à 1 €.
La région est parcourue par deux routes départementales : la RD 615 et la RD 618. La RD 615, à partir de Thuir, donne accès à la partie orientale des Aspres et traverse les villages de Fourques, Llauro (petite route vers Tordères), avant de redescendre sur Céret en passant à côté de l'Ermitage Saint-Ferréol. La RD 618, quant à elle, mène aux villages de Prunet-et-Belpuig et d'Amélie-les-Bains-Palalda (hameau fortifié de Palalda) en passant par Taulis et Saint-Marsal, qui se trouvent de part et d'autre d'une vallée : il est alors nécessaire de descendre puis de monter en lacets.

### Géologie

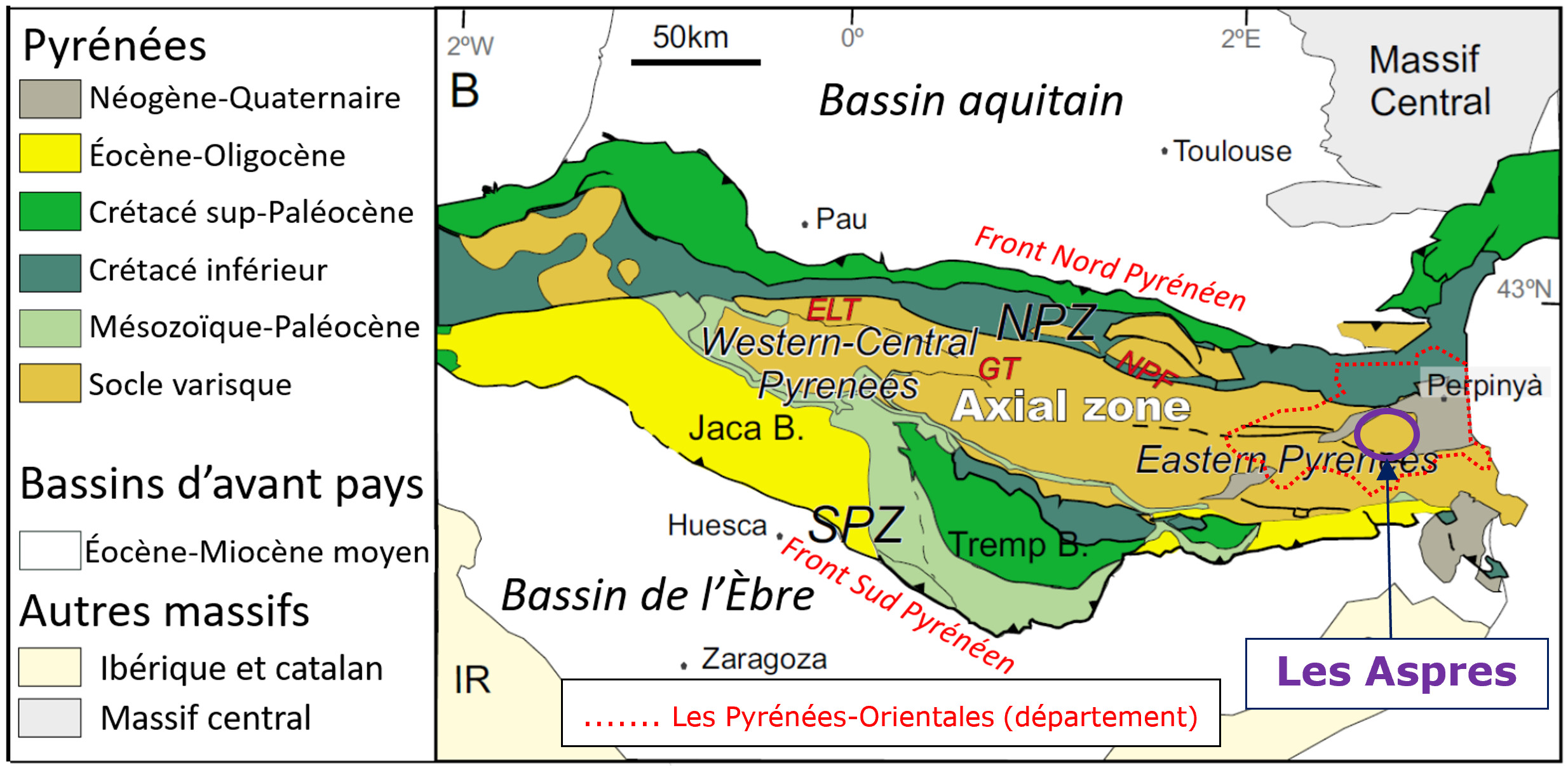
Localisation des Aspres sur une carte géologique simplifiée des Pyrénées

L'unité des Aspres, (une unité géologique) est essentiellement une région de roches précambriennes et paléozoïques, notamment les pélites (formations sédimentaires et volcano-sédimentaires métamorphiques).
L'unité se situe à l'extrémité Est de la zone axiale de la chaîne des Pyrénées, en limite de la plaine côtière des Pyrénées-Orientales.

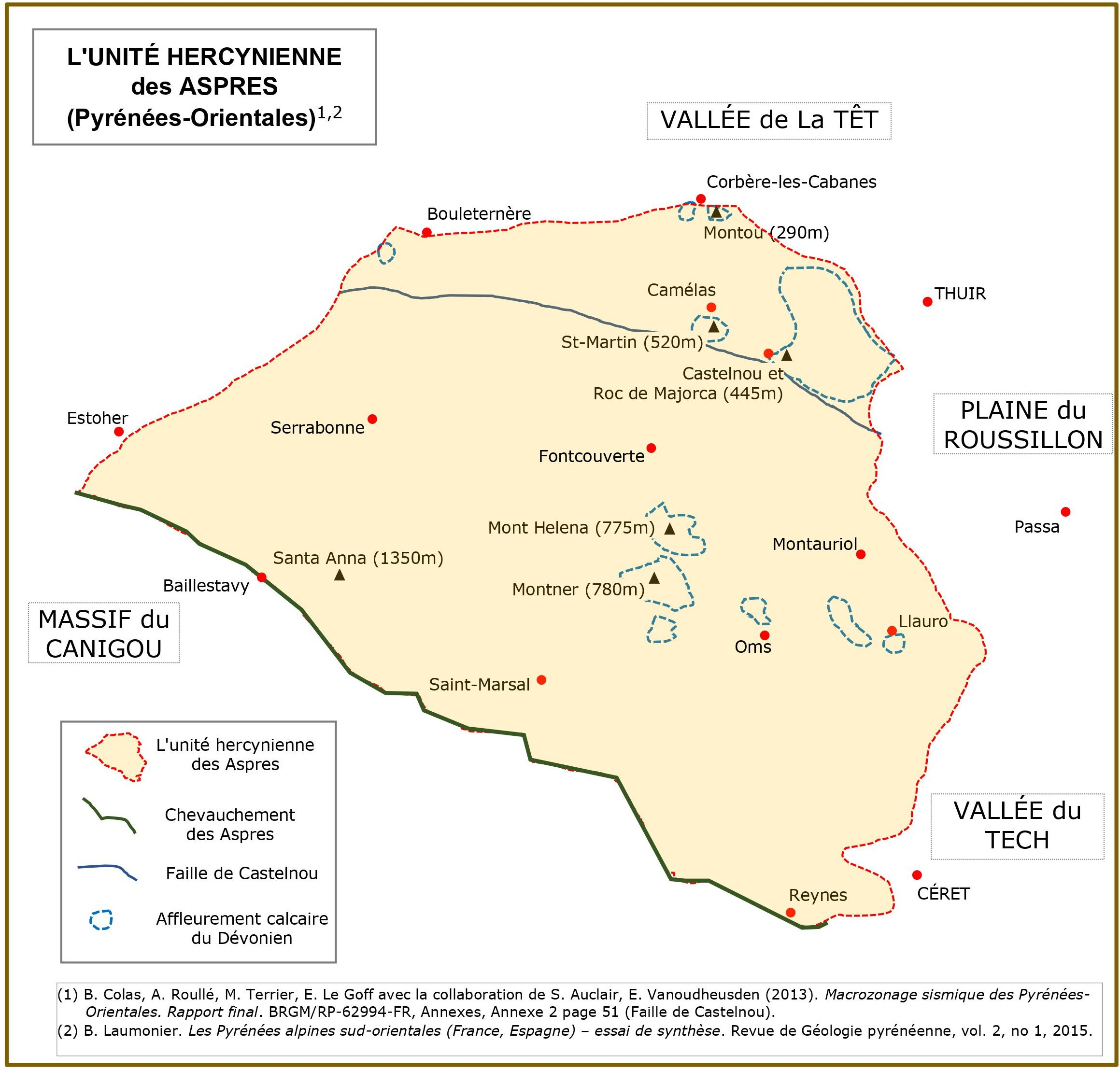
L'unité des Aspres

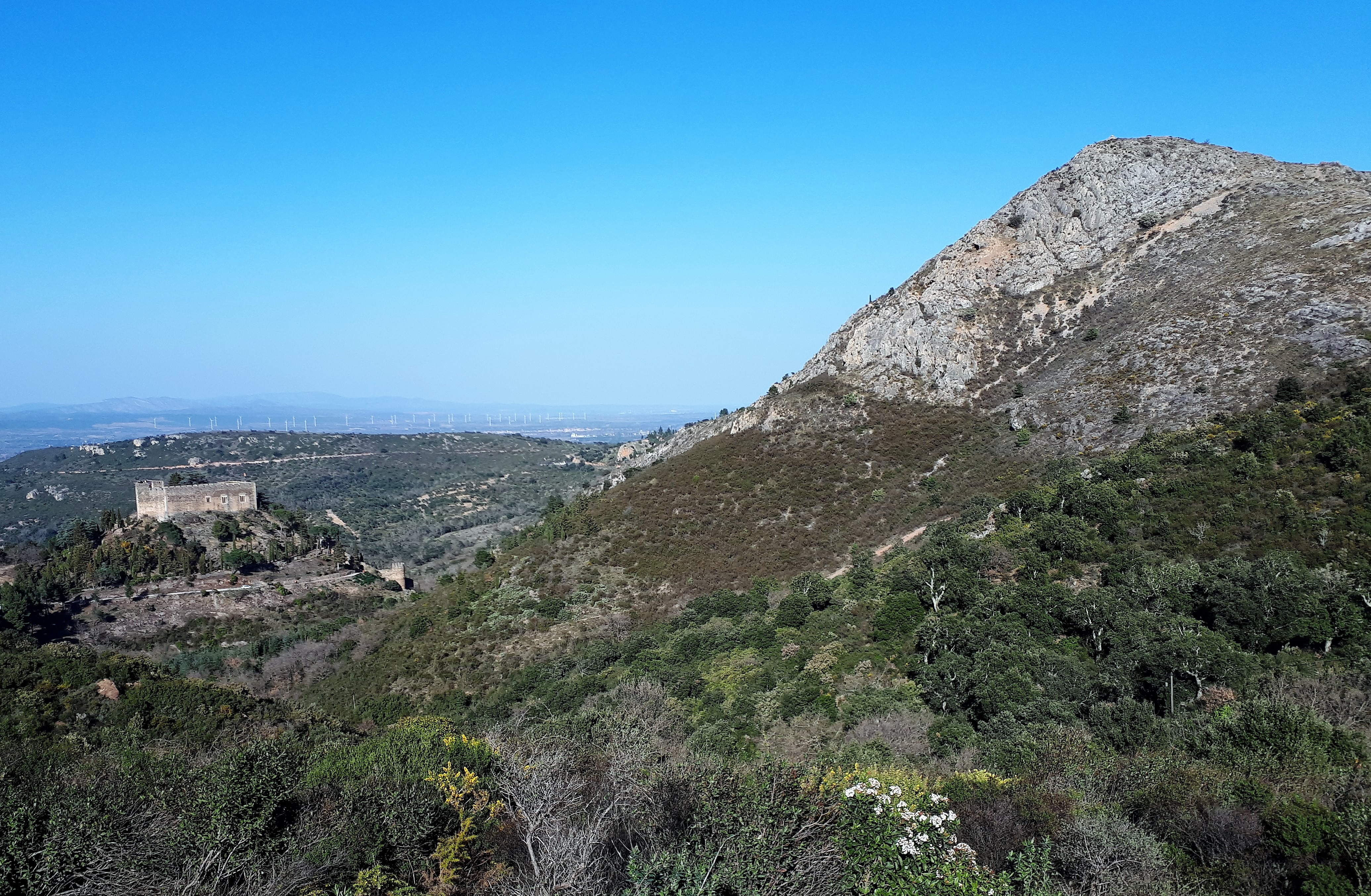
Castelnou château et Roc de Majorca (vue vers le nord-est). Tous les deux sont situés dans une zone de calcaire dévonien, bordée immédiatement au sud-ouest par la faille de Castelnou. Le point où cette photo a été prise est situé au sud-ouest de la faille, sur des roches (pélites) cambriens.

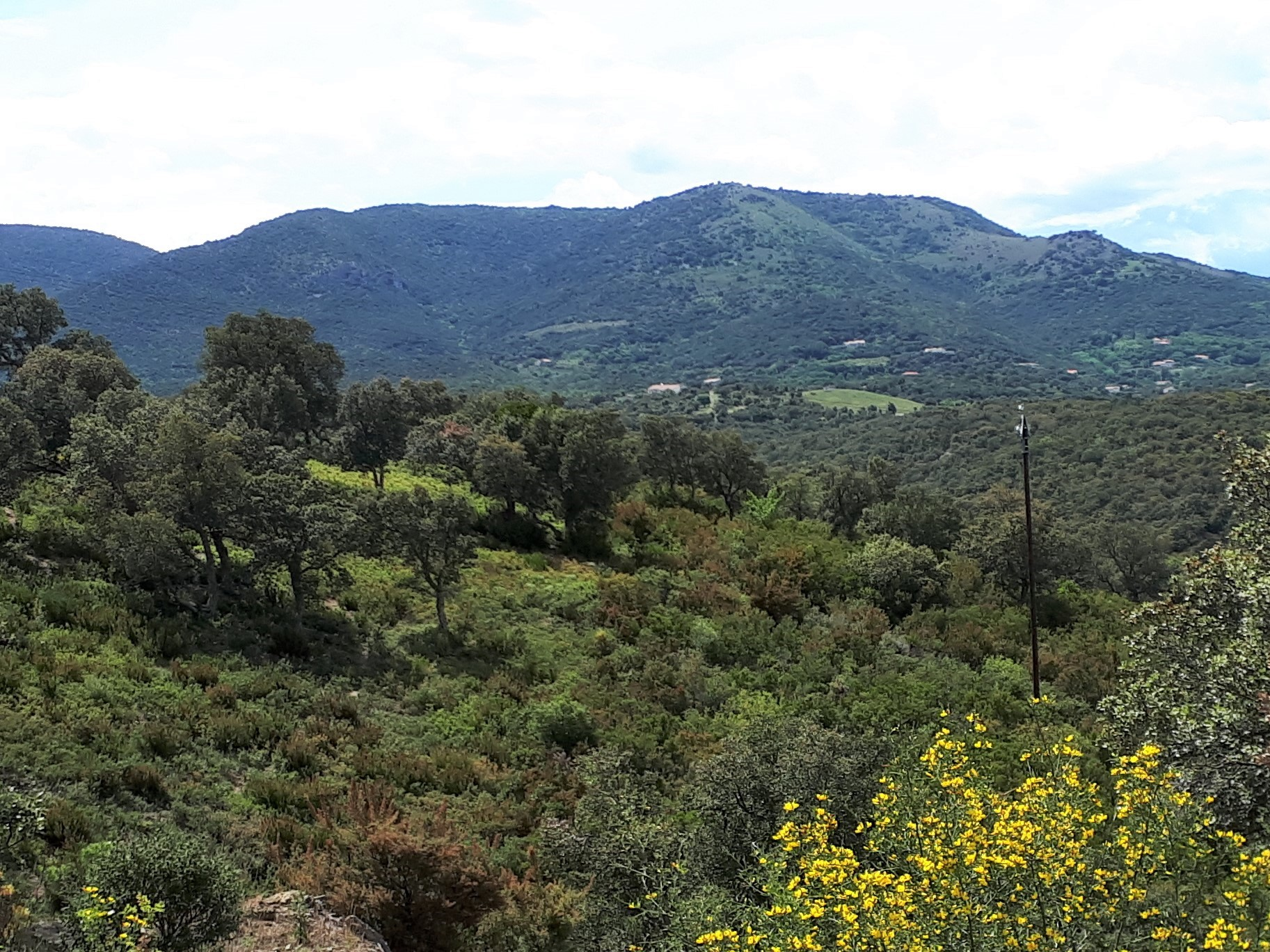
Vue du mont Helena depuis l'est.

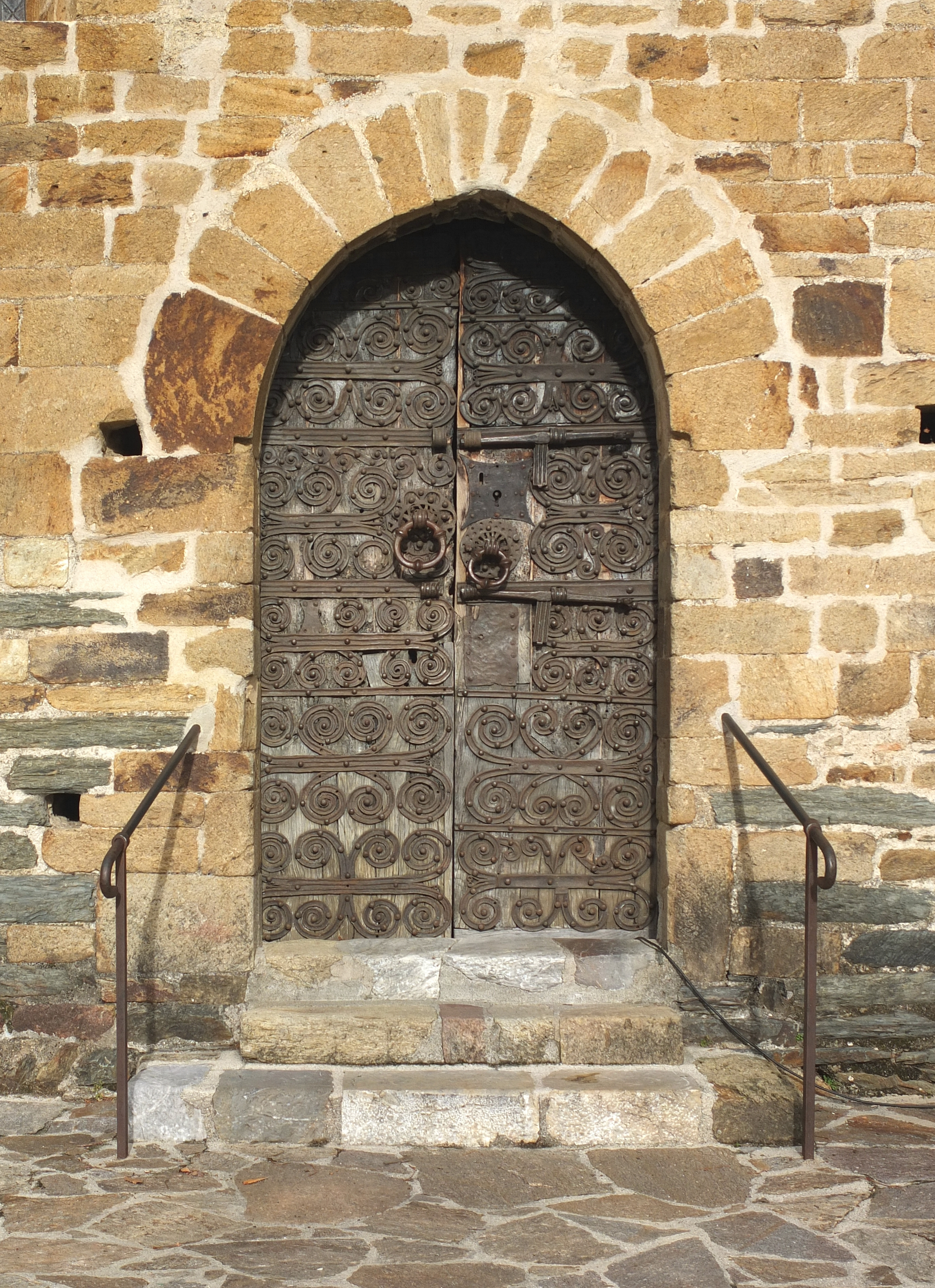
Prunet-et-Belpuig - chapelle de la Trinité. "Mur polychrome en « Porphyrite des Aspres » (ocre) et en Schistes d'Evol (verdâtres)".

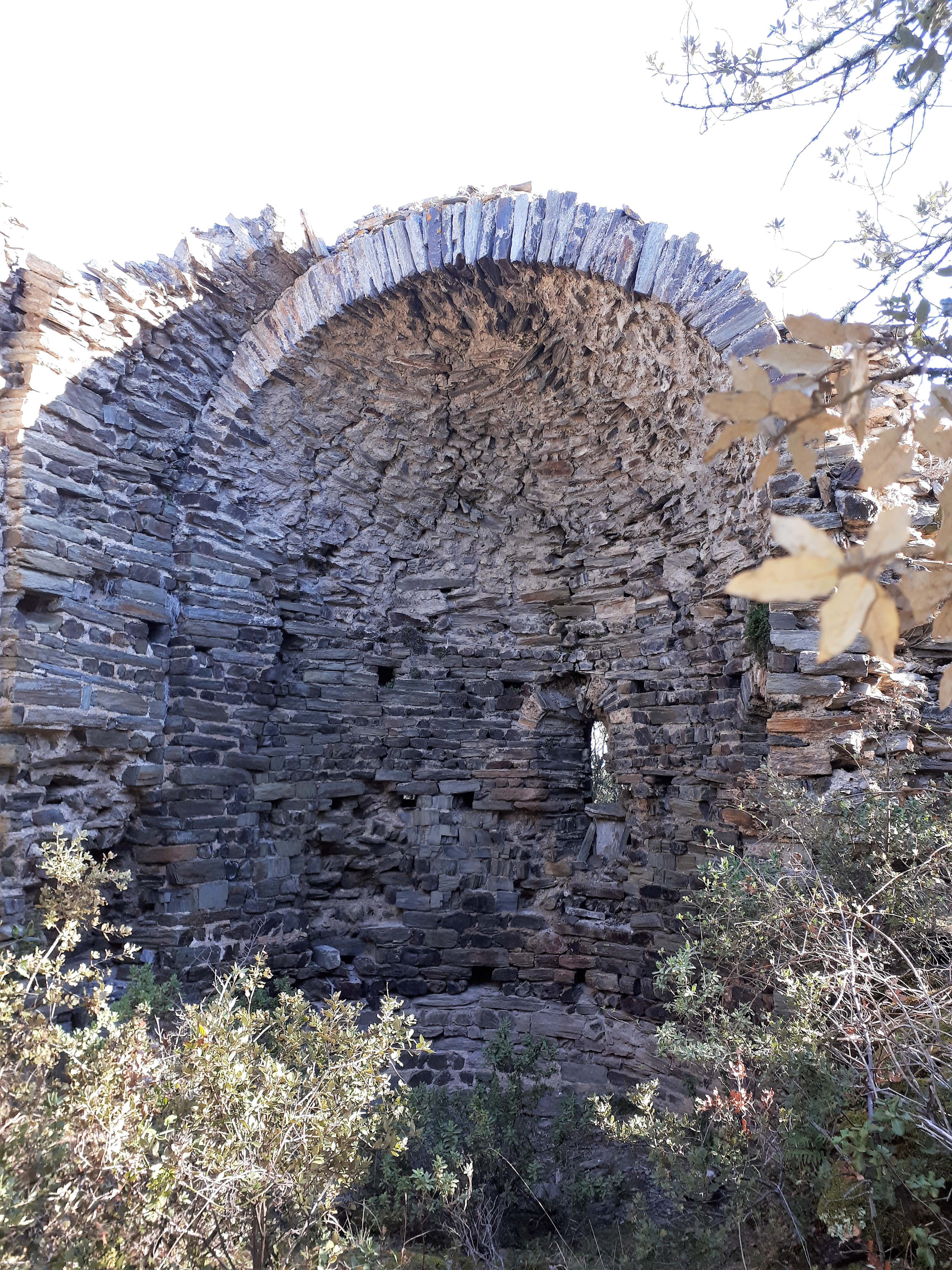
Sant Esteve de Sofrunys, église romane en ruines, avec ses "grandes dalles de schistes rubanés" (Cambrien),.

La plupart des couches géolologiques de l'unité  ont été déposées sous forme de sédiments dans des environnements marins parfois profonds et parfois peu profonds. Puis, à partir d'il y a environ 350 millions d'années, toutes ces formations ont été comprimées entre deux continents convergents, au cours de l'orogenèse hercynienne (ou varsique). Pendant cette période de formation d'une chaîne de montagnes, les couches ont été durcies et soumises au métamorphisme, donnant un aspect schisteux à plusieurs de ces formations. Elles ont également été fortement déformées par des plissements et des failles.
Un groupe notable de ces déformations se trouve autour du Mas Ravirou, situé dans les collines à une courte distance au sud du village de Castelnou. Il s'agit du "remarquable" chevauchement de Ravirou, un élément qui se trouve dans une zone hercynienne de failles et de plissement particulièrement complexe et intense.
Ces roches anciennes comprenaient, entre autres, des pélites (roches sédimentaires à grain fin métamorphosées), des marbres et des dolomies, des conglomérats et des quartzites. On peut citer aussi le "porphyrite des Aspres", une lave ordovicienne (ryholite et rhyodacite) datée d'environ 450 millions d'années,,.
La structure est essentiellement synclinale, l'axe synclinal principal étant le long d'une ligne WNW-ESE qui est également suivie par la faille de Castelnou.
Au nord de cette faille apparaissent des affleurements isolés de roches calcaires dévoniennes (plus jeunes que la plupart des formations de l'unité), comme au Roc de Majorca, au village de Castelnou, à Saint-Martin (au-dessus de Camélas), et à Montou, au-dessus du village de Corbère-les-Cabanes.
Le flanc Sud de ce synclinal présente une inflexion synclinale de deuxième ordre où sont conservés d'autres massifs calcaires du Dévonien, au centre du massif, tel que Mont Helena et Montner,.
"Les Pyrénées sont une chaîne alpine résultant de la collision au Crétacé supérieur - Paléogène de la plaque ibérique avec l’Europe". Pendant cette période de formation de la chaîne montagneuse (il y a plus de 50 millions d'années), l'unité des Aspres a convergé avec l'unité hercynienne du Canigou, et elle a chevauché cette dernière le long de la ligne du chevauchement des Aspres. Avant cette période, l'unité des Aspres pouvait se trouver à 20 km ou plus au nord de l'unité du Canigou. En plus, au cours de cette période, les couches qui ont pu être déposés sur le bloc hercynien des Aspres au cours des 200 millions d'années précédentes ont été complètement enlevées par l'érosion.
Cependant, à l'exception du chevauchement des Aspres qui est de l'Éocène, toutes les déformations observées dans les formations des Aspres sont d'âge hercynien,.
Lorsqu'à partir de 30 millions d'années environ une période d'extension et de subsidence tectonique s'est installée, le bassin du Roussillon et le golfe du Lion se sont formés.
L'unité des Aspres aujourd'hui est définie par la zone au nord-est du chevauchement des Apres qui est sous-tendue par les roches du bloc hercynien. Des couches plus jeunes du Néogène et du Quaternaire se trouvent au nord et au nord-est de l'unité (dans la vallée de la Têt); à l'est (dans la plaine du Roussillon); et au sud-est (dans la vallée du Tech, aux environs de Céret).
L'unité s'étend plus loin au nord-ouest, au nord et au sud que la région naturelle des Aspres telle que définie dans cet article (par exemple, jusqu'aux villages d'Estoher, de Bouleternère et de Reynes respectivement). Mais elle s'étend moins loin à l'est (par exemple, elle ne s'étend pas jusqu'à la ville de Thuir ni jusqu'à la commune de Passa).
Plusieurs "occurrences minérales" ont été identifiées dans les Aspres. Certains de ces minéraux, ainsi que certaines des roches des Aspres, ont été exploités pour la construction des églises et d'autres bâtiments et pour usages commerciaux diverses. Il existe des carrières de schiste près de Montauriol. Le minerai de fer a été exploité à grande échelle près de Baillestavy. Des mines plus petites ont été exploitées à diverses reprises dans le passé pour d'autres minéraux tels que le plomb (près de Fontcouverte), le cuivre (près d'Oms), et même l'or (près de Serrabonne). Le marbre dévonien est encore exploité, à grande échelle, dans une carrière au sud-ouest de Thuir.

### Relief

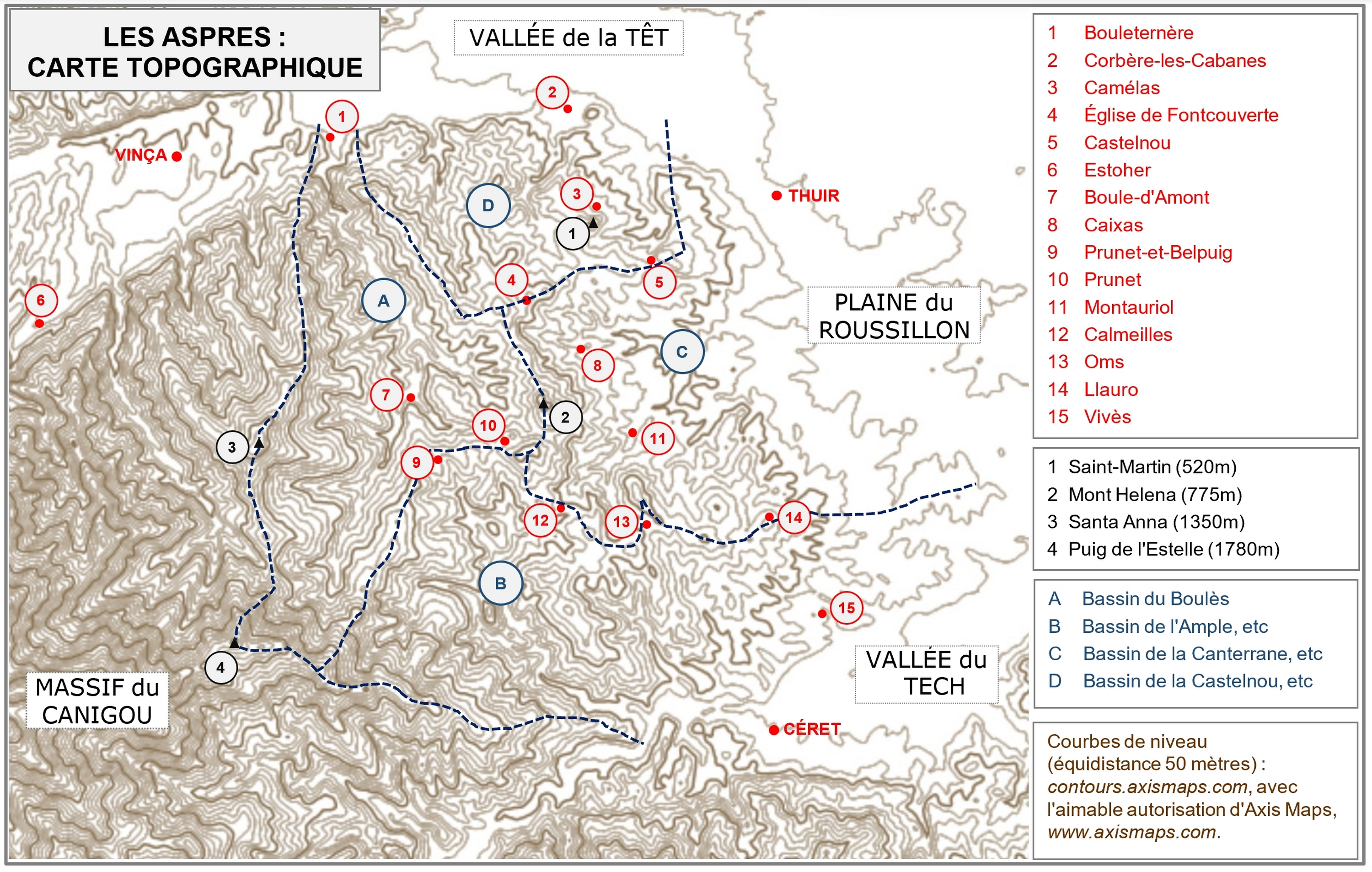
Carte topographique des Aspres

Bien que les affleurements précambriennes et paléozoïques de cette zone soient sensibles à l'altération physique et chimique, et donc à l'érosion par le l'instabilité gravitaire et la dynamique fluviale, ils sont constitués de roche solide et ne s'érodent donc généralement pas rapidement. Par conséquent, la région s'agit d'une zone vallonnée, souvent escarpée, qui s'élèvent au-dessus des terres de basse altitude dans les vallées majeures au nord et au sud, et dans la plaine à l'est.

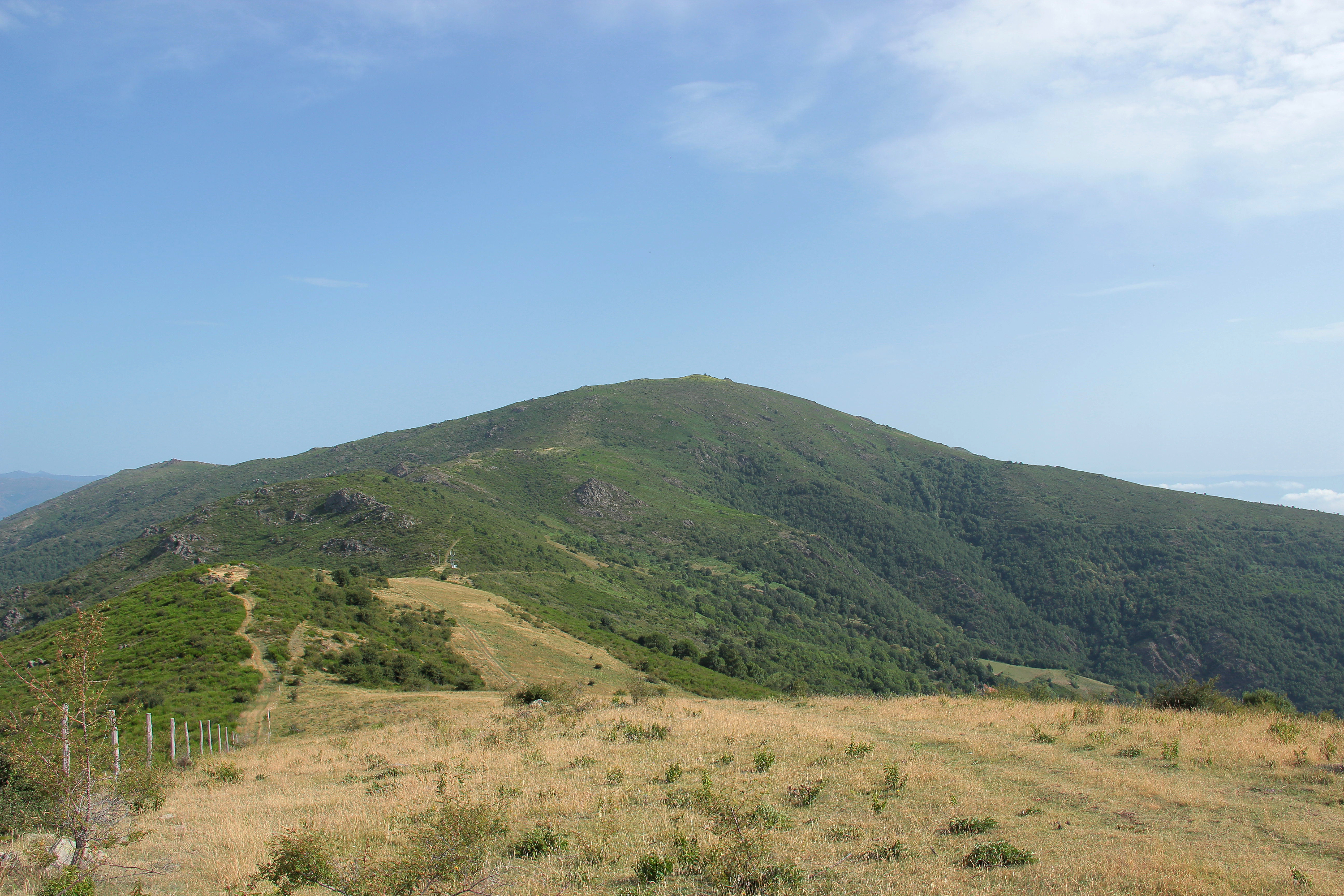
Santa Anna dels Quatre Termes versant sud.

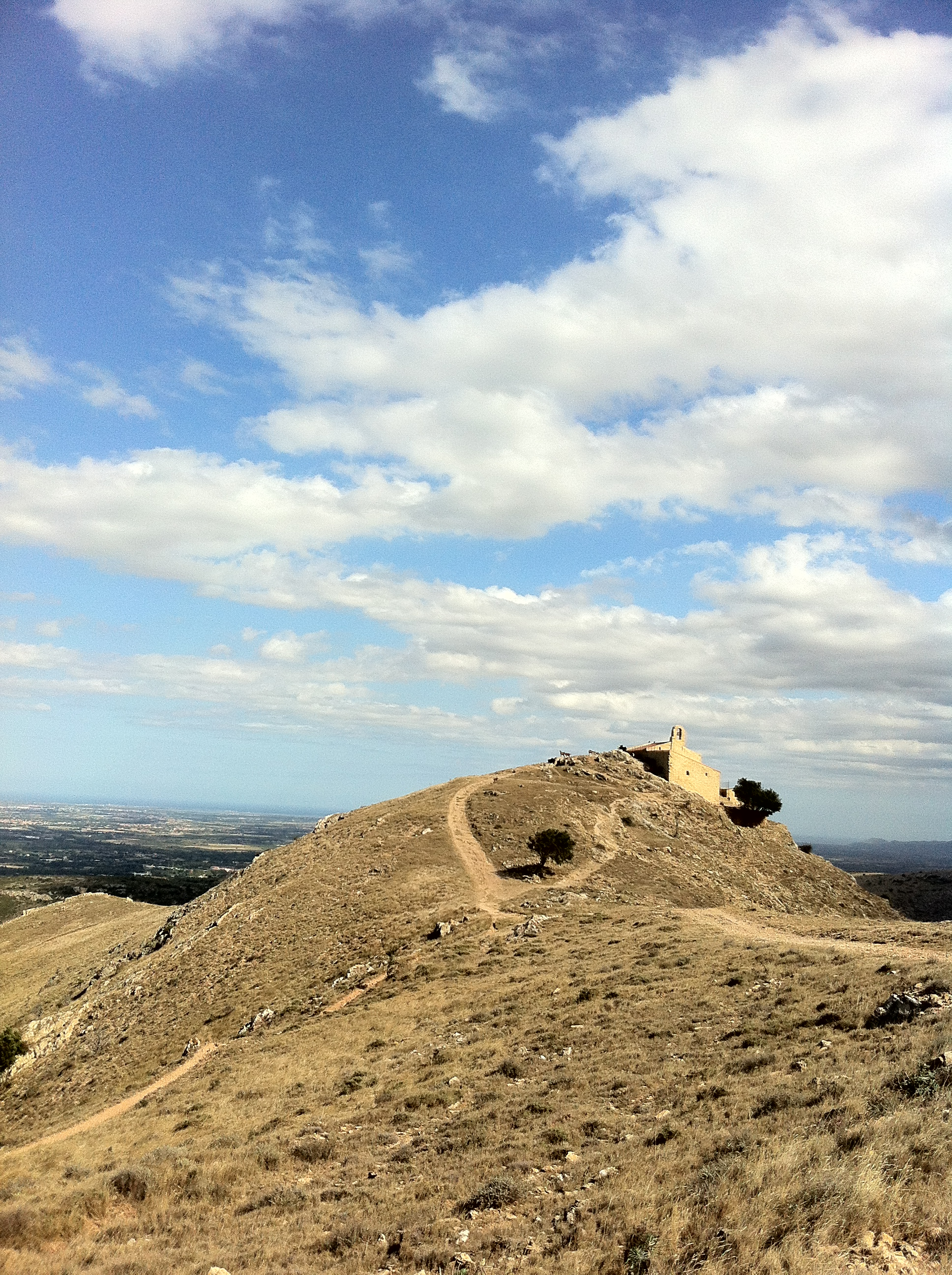
La chapelle Saint-Martin-de-la-Roche, Camélas.

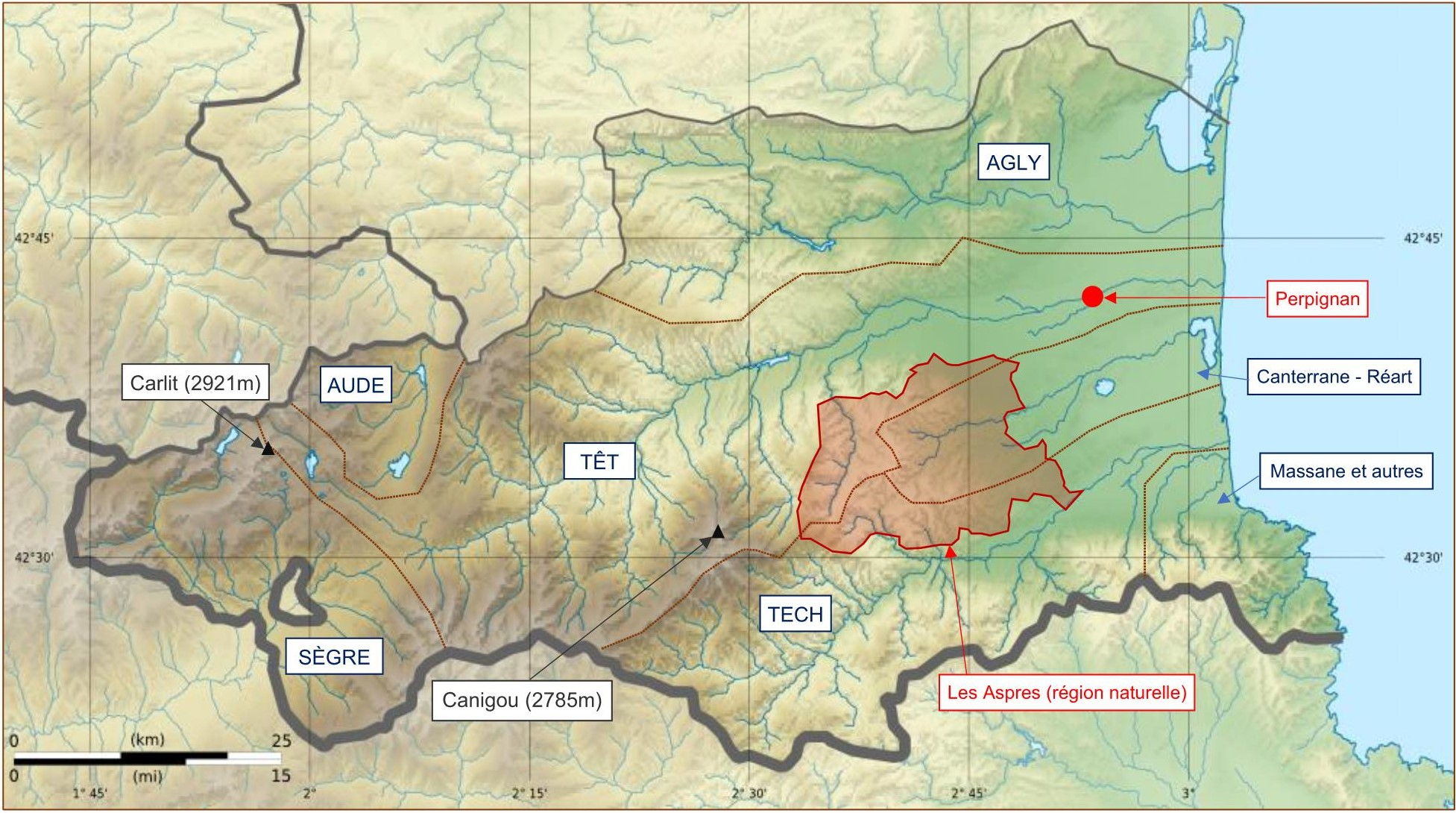
Les Aspres région naturelle sur une carte topographiqe des Pyrénées-Orientales.

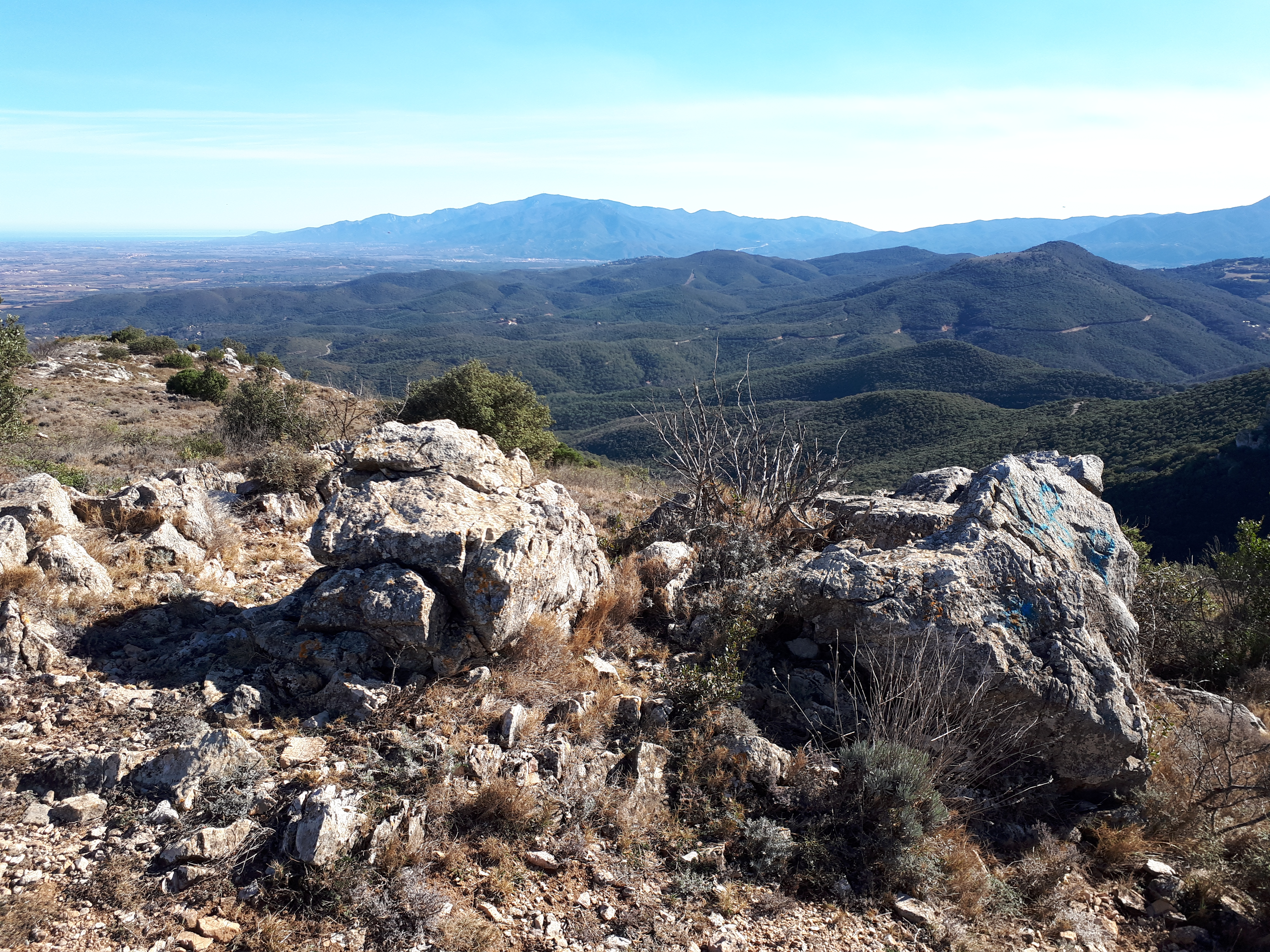
Vue sur le secteur vallonné sud-est des Aspres, et vers le massif des Albères, depuis le mont Helena.

D'une altitude de plus de 1000m dans la partie centrale de la marge occidentale des Aspres (1350m à Santa Anna dels Quatre Termes), le terrain décline en hauteur vers les marges nord, nord-est, est et sud-est de la région, où l'altitude est généralement d'environ 100-200m (Corbère-les-Cabanes 150m, Thuir 100m, Vivès 150m... ).
Les affleurements calcaires du Dévonien dans les Aspres ont tendance à former des collines et des plateaux isolés qui s'élèvent au-dessus du pays environnant (Saint-Martin (520m) au-dessus de Camélas (330m); Mont Helena (775m) au-dessus de Prunet (620m)... ).
En général, le réseau de vallées est assez dense, ce qui témoigne de la nature imperméable de la plupart des couches géologiques qui sous-tendent la région (c'est-à-dire les schistes, etc des couches précambriennes, cambriennes et ordoviciennes).
Bien que les lits des ruisseaux et rivières des Aspres soient souvent secs, ces cours d'eau ont de temps en temps un fort débit, surtout après des périodes de fortes pluies. Cela leur confère un pouvoir d'érosion considérable. En conséquence, les vallées sont assez profondément incisées dans le terrain sur certaines parties de la région. Par exemple, le Correc de Roca Corba, une des eaux d'amont de la Canterrane, tombe d'une altitude de 550 m en dessous de l'église de Fontcouverte à 350m en un peu plus d'un kilomètre.
On distingue quatre grands groupes de bassins de vallées dans la région :
- le grand bassin du Boulès et de ses affluents, dans la partie occidentale des Aspres. Le Boulès lui-même s'étend du sud au nord (jusqu'à Bouleternère) sur presque toute la longueur de la marge occidentale de la région;
- les bassins de l'Ample et d'autres cours d'eau, assez courts, qui s'écoulent vers le sud-est depuis les hauteurs de Prunet-et-Belpuig, Oms et Llauro vers la vallée du Tech;
- les bassins des cours d'eau orientaux - notamment la Canterrane et ses affluents - qui prennent leurs sources sur les hauteurs de Caixas, Calmeilles et Montauriol et qui se jettent dans la plaine du Roussillon; et
- des bassins plus petits dans la partie nord de la région, qui s'écoulent vers la vallée de la Têt (la rivière de Castelnou, etc).
Globalement, le relief des Aspres contraste avec celui des régions qui l'entourent : la zone de montagne du massif du Canigou à l'ouest (qui s'élève au-dessus de 2500m altitude), et les terres de basse altitude dans la vallée de la Têt au nord, la vallée du Tech au sud, et  la plaine du Roussillon à l'est. Le changement de relief est assez net sur toutes les marges des Aspres, mais il est particulièrement frappant le long de la marge nord de la région. Ici, les collines et les vallées des Aspres, immédiatement au sud de la route D615 entre Corbères-les-Cabanes et Bouleternère, cèdent soudainement la place aux étendues plates de la vallée de la Têt au nord de cette route.

### Flore et faune
Il s'agit d'une région très boisée, couverte de maquis et de chênes-lièges.

### Climat

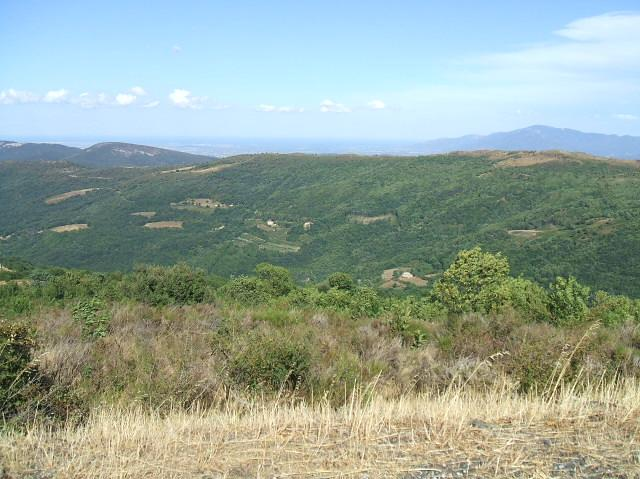
Les Aspres du côté de Taulis

Les étés y sont très secs et les hivers doux.
La région des Aspres est partagée entre une zone méditerranéenne et une autre montagnarde :
- Thuir et environs : la température y monte à 30 °C en été et reste assez douce hiver ;
- Valmanya : les températures sont celles de la moyenne montagne avec des étés à 25 °C maximum et des hivers avec neige et gel.

## Histoire
La région est rattachée au royaume de France jusqu'au Traité de Barcelone (1493) où Charles VIII la cède au roi d'Aragon pour assurer ses arrières pendant les campagnes d'Italie.
Elle revient au royaume de France après la proclamation par la Generalitat de Barcelone en révolte contre Madrid, du roi de France Louis XIII comme  « comte de Barcelone, de Roussillon et de Cerdagne ». En 1659 le traité des Pyrénées reconnaît cette proclamation et le Roussillon rentre au sein du Royaume de France comme «  Province réputée étrangère » (c'est-à-dire avec son administration propre). Cette autonomie est supprimée par la Révolution au nom de l'égalité lors de la création des départements.
La région a subi un très gros incendie autour du 28 juillet 1976.[réf. nécessaire]

## Population
La population des Aspres est inégalement répartie car la région de Thuir compte à elle seule les trois quarts de la population. Le reste de l'habitat est de type rural.

## Économie

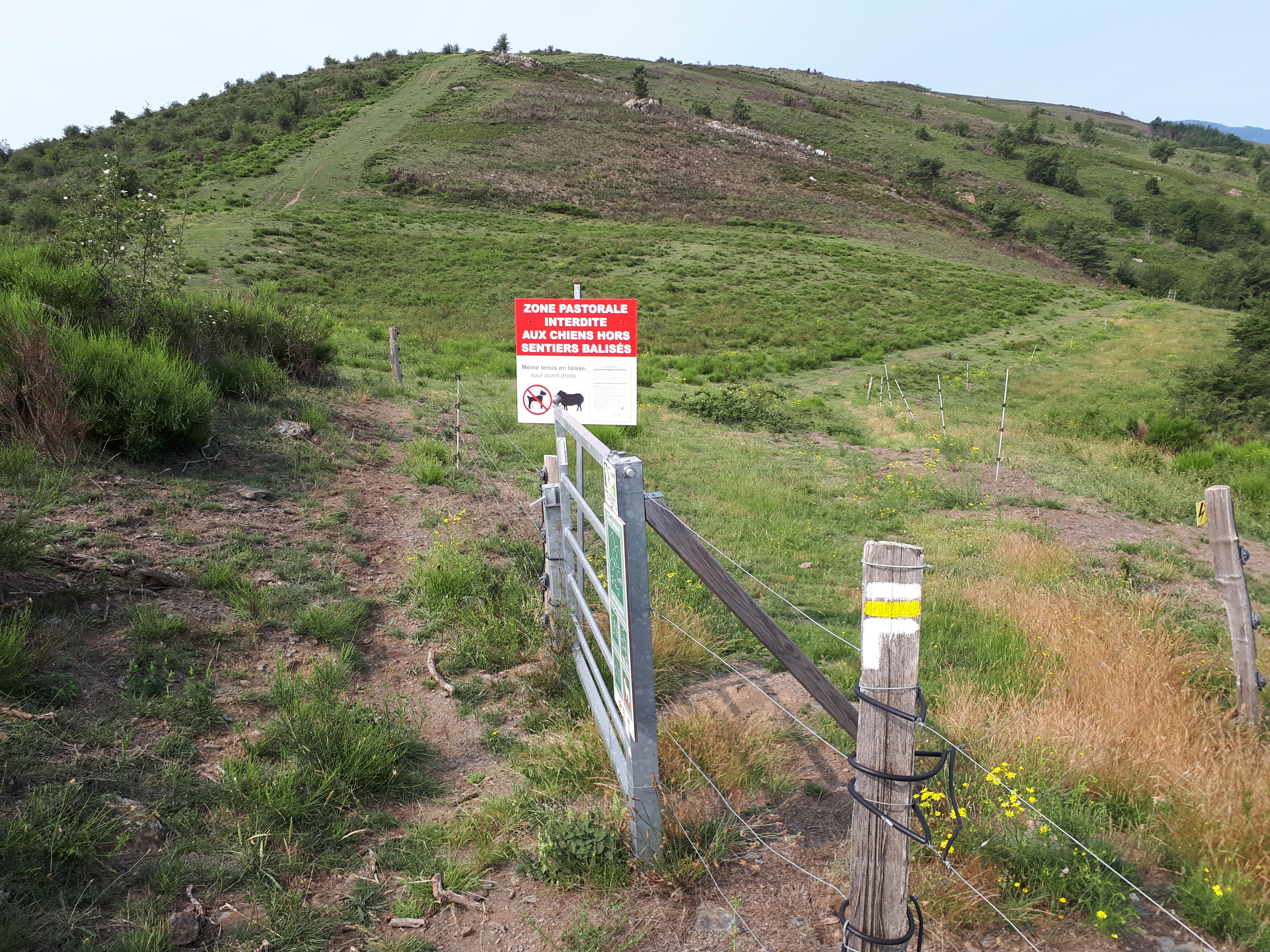
Pancarte et balisage de sentier sur l'itinéraire pédestre "Tour de Santa Anna", Coll de les Arques, entre Serrabona et Glorianes.

Le pastoralisme est l'une des activités ancestrales du peuple des Aspres. Aujourd'hui, le tourisme vert, axé sur la découverte de la nature et de la vie rurale, a trouvé sa place dans l'économie locale.

## Culture locale et patrimoine

### Monuments et lieux touristiques
Les villages des Aspres ont un cachet qui leur est propre, les sites les plus pittoresques sont situés dans le massif proprement dit, à l'Ouest de la plaine littorale. De nombreux villages, dont l'origine remonte à l'époque médiévale, ont encore des maisons anciennes et des églises d'art roman à retables baroques.
Parmi les sites remarquables, on peut citer :

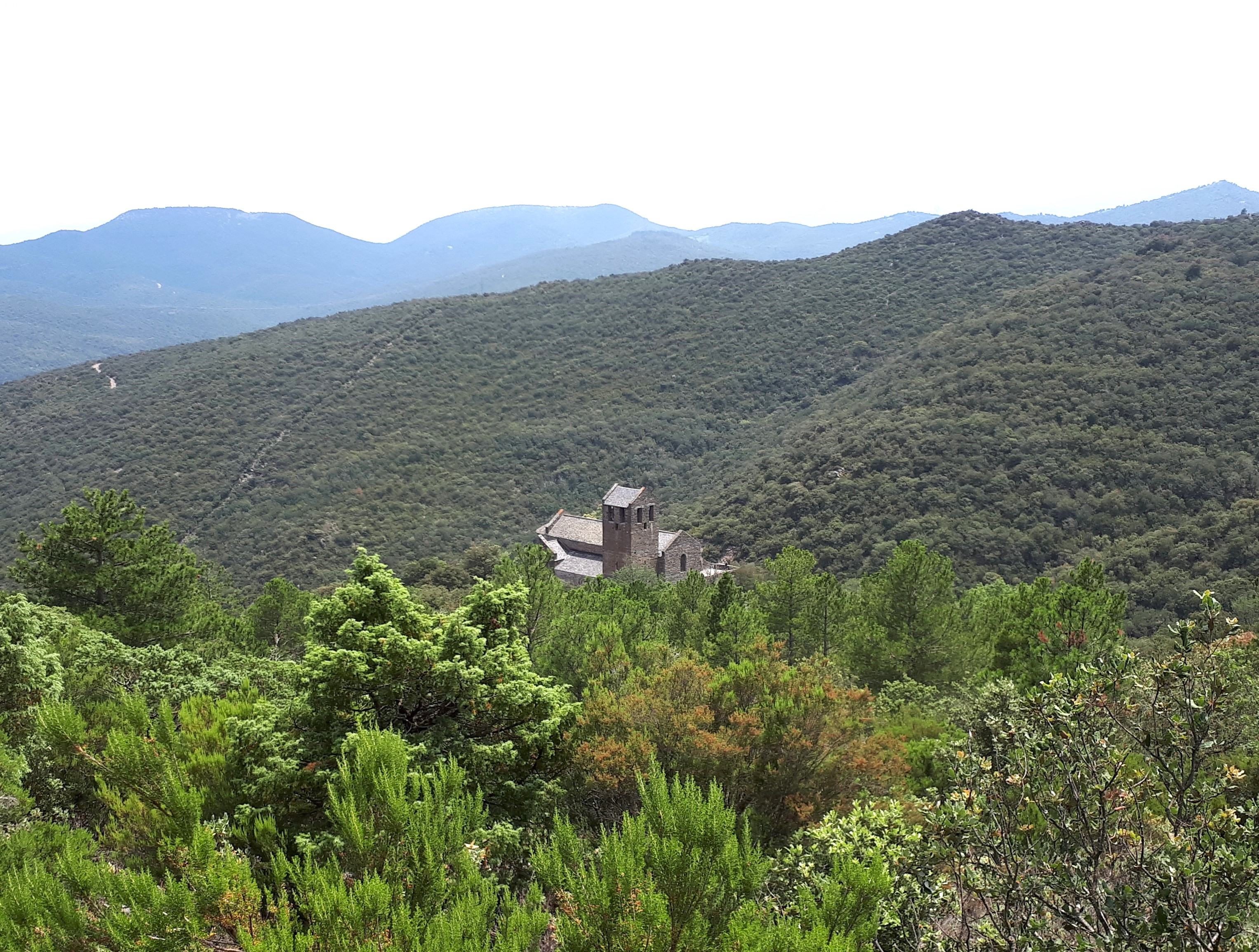
Vue vers le sud-est, sur le prieuré de Serrabona. Au loin, à gauche : le mont Helena.

- la chapelle de la Trinité à Prunet-et-Belpuig, juste en bordure de la route, sur la place ombragée de la mairie : retables baroques récemment restaurés et Christ roman du XIIe siècle ;
- l'ermitage Saint-Ferréol ;
- l'ermitage Saint-Maurice de Greulera contenant un retable restauré et une chapelle pré-romane où l'autel a été orné d'une iconographie dû à un religieux qui a résidé dans ce lieu ;
- le prieuré de Serrabone : l'accès se fait par une petite route en lacets partant de la RD618. Juste de l'autre côté se dresse le petit village de Casefabre, d'où l'on peut redescendre sur Saint-Michel-de-Llotes et Ille-sur-Têt ;
- Castelnou : village médiéval, classé parmi les plus beaux villages de France ;
- l'église romane de Boule-d'Amont, ornée de retables baroques ;
- la ville de Thuir, avec les caves Byrrh, et différents villages comme Sainte-Colombe-de-la-Commanderie, Tresserre ou encore Banyuls-dels-Aspres.

### Musées
- Thuir
  - Caves Byrrh
  - Musée des arts et traditions

### Patrimoine naturel
On peut citer les sites naturels intéressants suivants :
- les gorges du Boulès que l'on emprunte par la route départementale 618 entre Bouleternère et Amélie-les-Bains-Palalda. Le relief y est très encaissé, avec profusion de végétation méditerranéenne ;
- par la route départementale 618, on parvient au col de Xatard, de là on peut se diriger plein Ouest jusqu'au cœur des Aspres et au pied du massif du Canigou. Cette route passe par les villages de La Bastide, Valmanya, puis, en obliquant vers le Nord, par Baillestavy et les gorges de la Lentillà qui mènent aux communes de Finestret et à Vinça ;
- les nombreux points de vue sur la vallée du Tech, soit depuis la RD618, soit depuis une petite route à la sortie de Montbolo ;
- la route de Calmeilles et d'Oms qui redescend sur Llauro et Céret permet de découvrir le versant oriental des Aspres par un itinéraire pittoresque.